# Ламу, Самуэль
Самуэль Ламу (фр. Samuel Lamu; род. 16 декабря 1981, Камерун) — камерунский профессиональный баскетболист, игравший на позиции центрового.

## Карьера
Самуэль начал свою игровую карьеру в «Химике» из Энгельса. Затем перебрался в нижегородский клуб «НБА», став двукратным бронзовым призёром Высшей лиги. в 2006 году подписал контракт с челябинским «Динамо-Теплострой», отыграв за клуб четыре сезона.

## Достижения
- Бронзовый призёр Высшей лиги: 2002/2003, 2005/2006